# 井州
井州（せいしゅう）は、中国にかつて存在した州。
596年（開皇16年）、隋代は井州を恒州より分割設置した。605年（大業元年）に廃止となり、管轄県は恒州に統合されている。

## 下部行政区画
- 井陘県
- 鹿泉県
- 房山県
- 葦沢県
- 蒲吾県